# Les Filles d'à côté
Cet article possède des paronymes, voir The Girls Next Door et The Girl Next Door.
Les Nouvelles Filles d'à côté
Les Filles d'à côté est une sitcom française en 170 épisodes de 26 minutes créée par Jean-Luc Azoulay, sous le pseudonyme de Jean-François Porry, produite par AB Productions et diffusée du 20 décembre 1993 au 31 janvier 1995 sur TF1.
La série est suivie, à partir du 22 février 1995 de la série Les Nouvelles Filles d'à côté (également diffusée sur TF1), composée de 156 épisodes de 26 minutes. Aujourd'hui, la série, ainsi que Les Nouvelles Filles d'à côté, est diffusée sur RTL9, TMC, NT1 et sur AB1. Elle est également disponible en intégralité sur la chaîne YouTube Génération Sitcoms depuis le 7 décembre 2017.
Lancée dans la foulée des premiers succès d'audience des « sitcoms AB Productions » (en particulier Premiers Baisers et Hélène et les Garçons), Les Filles d'à côté se distingue par le fait qu'elle met en scène des trentenaires (incarnés pour la plupart par des comédiens professionnels) et qu'elle vise clairement une cible plus adulte que les autres séries du groupe. Cependant, l'écriture de la série ne se distingue que peu des autres, et une part importante de la promotion est assurée par le Club Dorothée.
Les 36 premiers épisodes sont sortis en DVD (2 volumes, chacun contenant un triple DVD de 16 épisodes)  par AB vidéo. De plus, la série est entièrement disponible sur la chaîne Youtube Generation Sitcoms depuis le 7 décembre 2017. La série a aussi sa propre chaîne sur la plateforme gratuite Pluto TV depuis le 31 mai 2021.
Le son audio de la version DVD était disponible seulement en mono alors que Les Filles d'à côté a été tourné en stéréo et au format 4/3.

## Synopsis
Les mésaventures d'un groupe de trentenaires et voisins de palier dans un immeuble.
Deux colocataires célibataires et amis de longue date, Marc et Daniel, vivent tranquillement dans un immeuble quand trois belles femmes, mariées mais séparées de leurs maris, s'installent dans l'appartement voisin du leur : Claire, Fanny et Magalie. Marc, dragueur impénitent et grand amateur de jolies femmes, tombe follement amoureux d'elles et décide de toutes les conquérir. Daniel, photographe de mode américain, n'est, lui, pas intéressé par les femmes mariées et a déjà une fiancée américaine, Cindy, un mannequin qui voyage beaucoup et qu'il ne voit pas souvent. Or les trois voisines tombent immédiatement amoureuses du beau Daniel et de son charmant accent, et ne prêtent guère attention à l'exubérant et pénible Marc. Ce dernier va user de tous les stratagèmes pour séduire ses voisines...

## Distribution
| Acteurs           | Personnages            | Épisodes (/170 épisodes) |
| ----------------- | ---------------------- | --- |
| Cécile Auclert    | Fanny                  | épisodes 1 à 71, 75 à 117, 124 à 133 et 157 à 159 |
| Christiane Jean   | Claire Garnier         | ép. 1 à 170 |
| Hélène Le Moignic | Magalie                | ép. 1 à 135 |
| Bradley Cole      | Daniel Green           | ép. 1 à 164 |
| Thierry Redler    | Marc Malloy            | ép. 1 à 136, 146 à 149 et 165 à 170 |
| Vincent Latorre   | Vincent                | ép. 1 à 16, 18, 20, 22 à 24, 26, 30, 32, 33, 36, 37, 40, 43, 44, 48, 51, 53, 55, 58, 62, 65, 66, 68, 71, 72, 78, 83, 85 à 88, 95, 98, 102, 105, 108, 112, 120, 125, 126, 129, 130, 139, 141, 143, 147 à 149, 152, 153, 155, 166 et 170 |
| Wendy Malpeli     | Wendy                  | ép. 1 à 6, 8 à 11, 13 à 16, 20, 22 à 24, 32, 33, 36, 37, 40, 44, 51, 53, 55, 58, 62, 65, 66, 68, 71, 78, 83, 95, 98, 102, 105, 108, 112, 120, 125, 126, 129 et 130                                                                     |
| Gérard Vives      | Gérard Nacutel         | ép. 3, 5, 7, 10, 12 à 14, 16, 17, 19 à 22, 24 à 35, 37 à 40, 42 à 54, 56 à 151 et 153 à 170 |
| Sophie Mounicot   | Magalie Ville-Marinet  | ép. 28, 31, 38, 40, 42, 43, 52, 61, 63 et 65 |
| Dan Simkovitch    | Georgette Bellefeuille | ép. 44, 47, 49, 50, 56, 58, 61, 63, 65, 66, 68, 70, 73, 74, 76, 77, 79 à 82, 84, 86 à 110, 112, 113, 115, 116, 118 à 131, 133, 135 à 138, 140, 142 à 148, 150, 151, 153 à 158, 161, 162 et 164 à 170                                   |
| Laure Sabardin    | Mme Pichardeau         | ép. 71, 103, 105, 114, 117, 122, 125, 130, 149, 152 et 154 |
| Roger Bret        | Fred Malloy            | ép. 97 à 100, 113, 132, 134, 136, 137 et 160 |
| Marie Chevalier   | Sabine                 | ép. 118 à 123 et 134 à 169 |
| Lætitia Gabrielli | Luna                   | ép. 137 à 167 |
| Charly Chemouny   | Charly                 | ép. 137 à 159 et 161 à 164 |
| Adeline Blondieau | Adeline                | ép. 142 à 144 et 164 à 170 |
| Karen Cheryl      | Karen                  | ép. 155 à 157 et 161 à 170 |

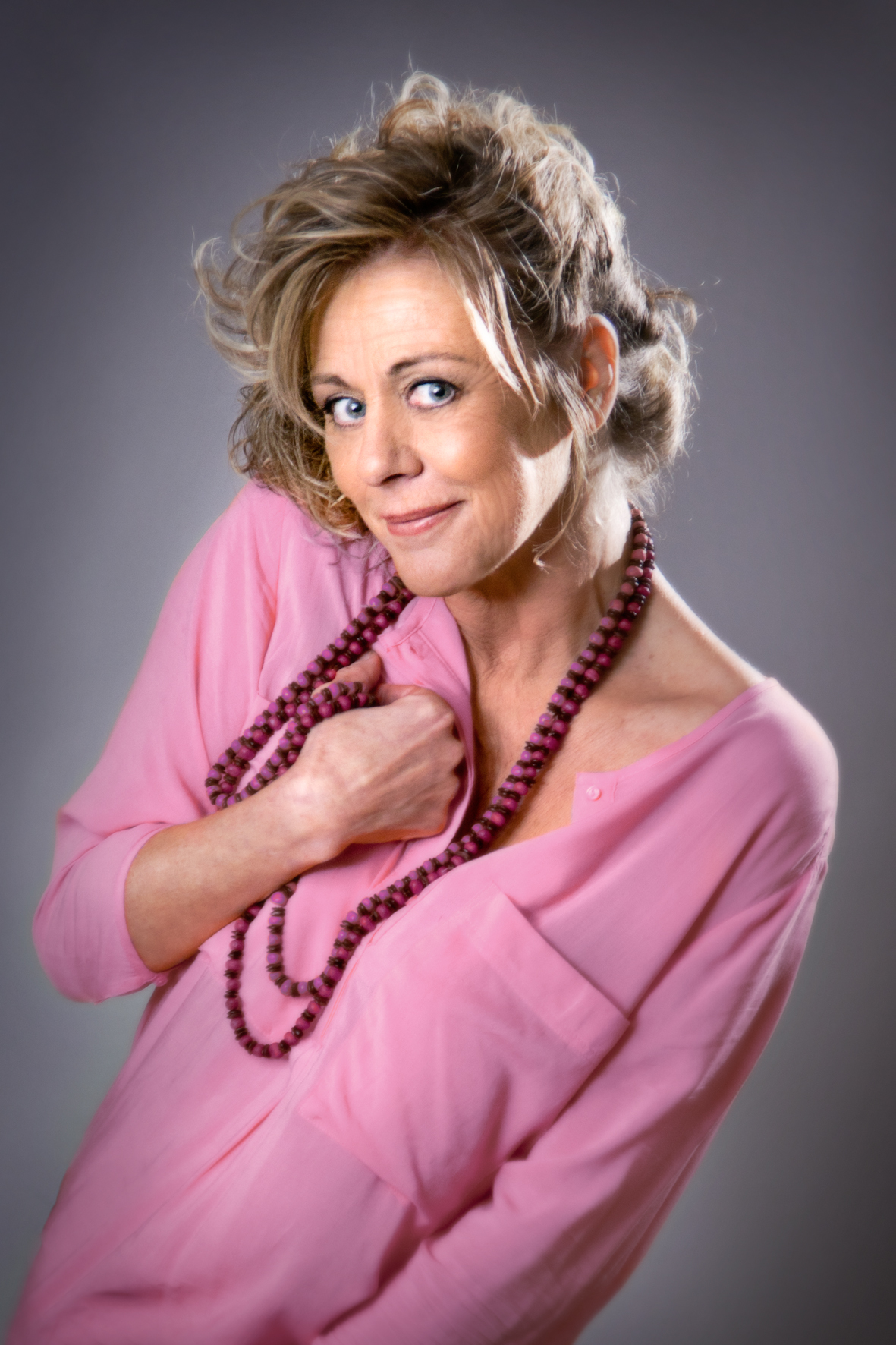
Cécile Auclert
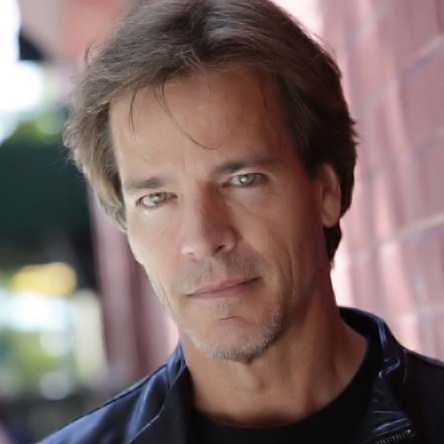
Bradley Cole
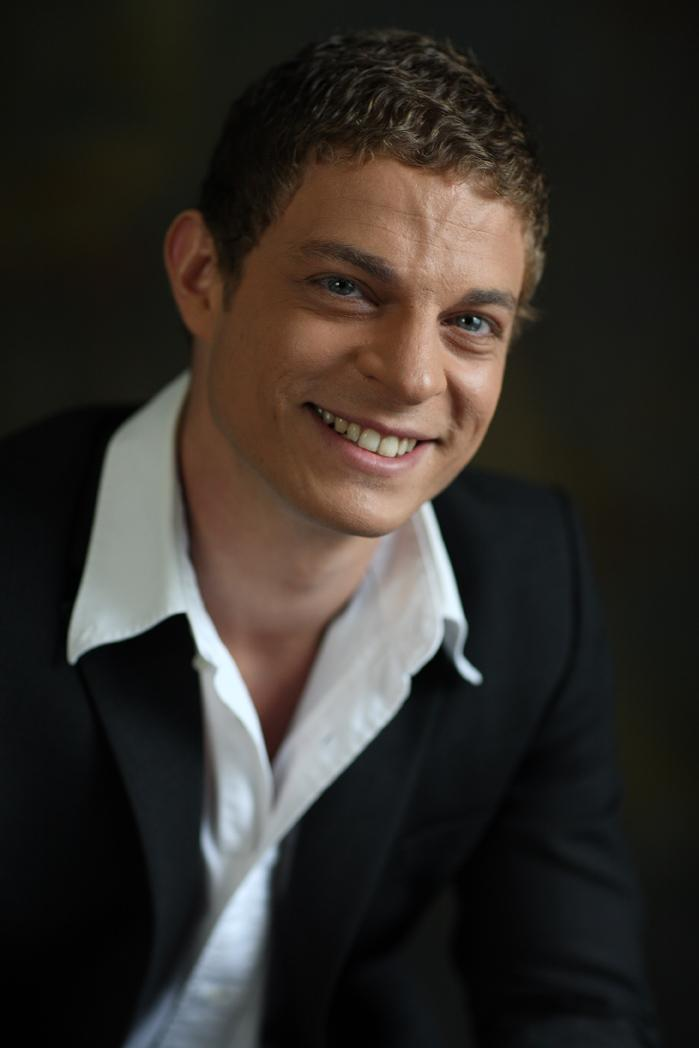
Vincent Latorre
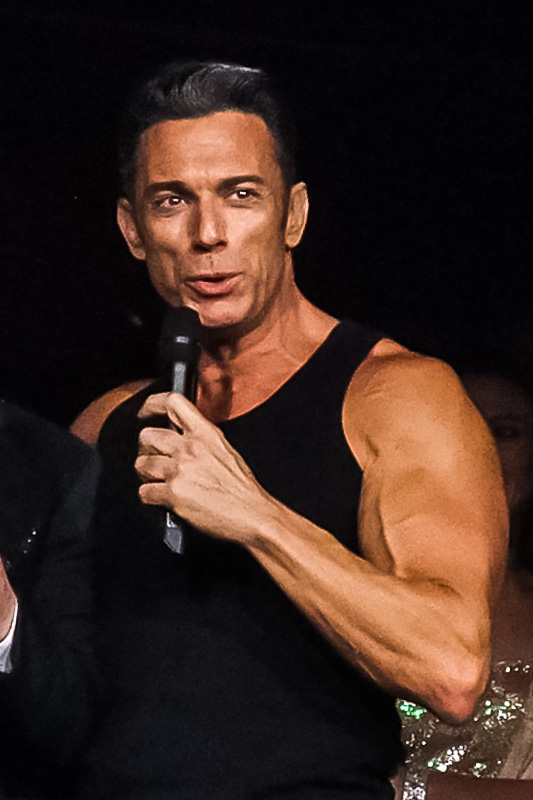
Gérard Vives
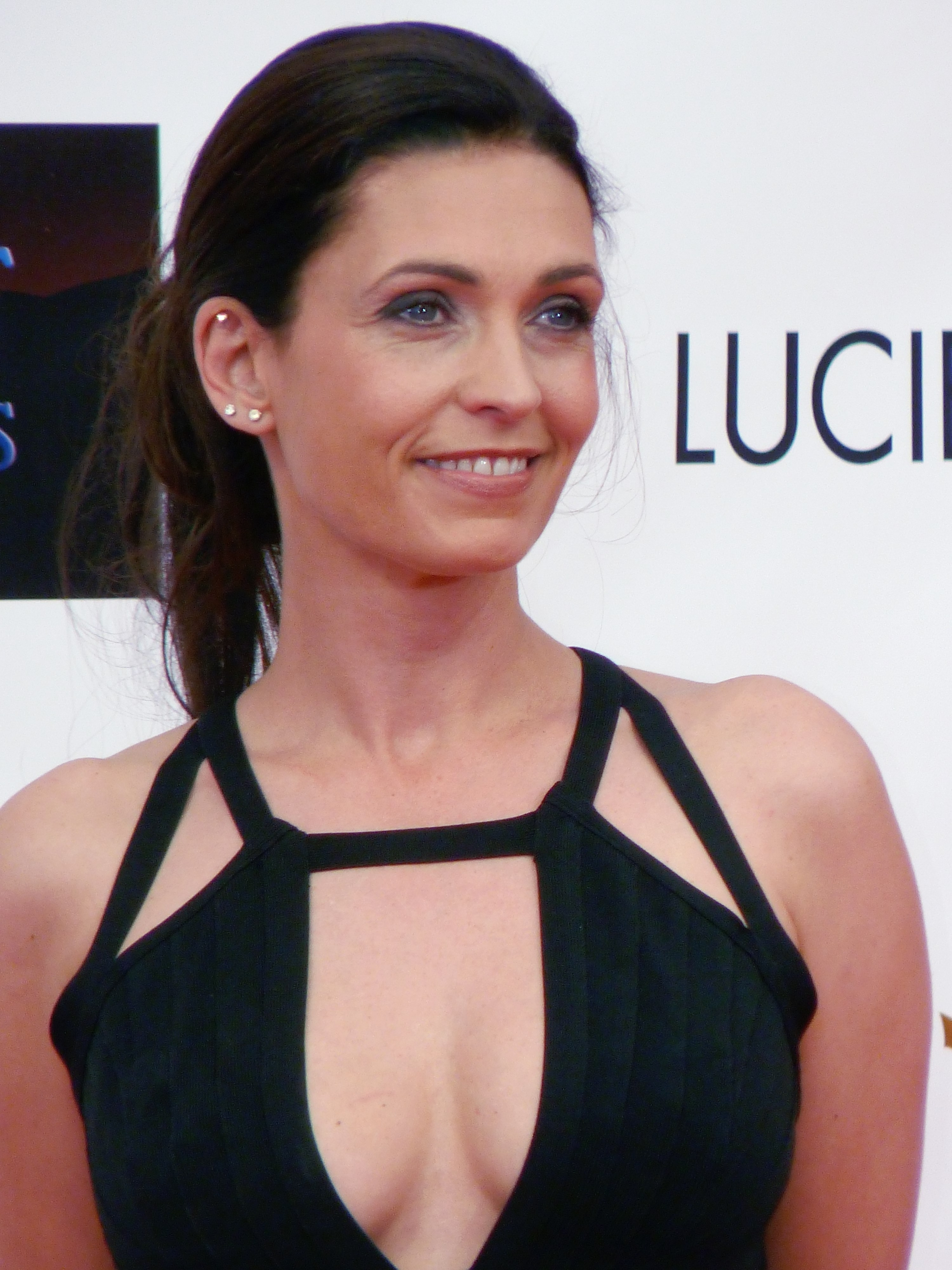
Adeline Blondieau
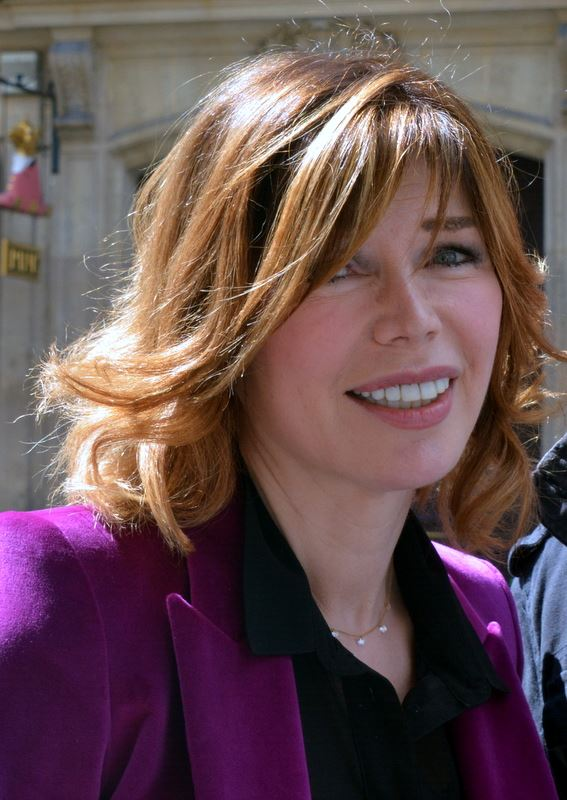
Karen Cheryl

## Audience
Entre 1993 et 1995, Les Filles d'à côté ont réuni chaque soir en avant-soirée plus de trois millions de téléspectateurs, et 40 % d'audience auprès des ménagères de moins de cinquante ans.
En 2012 et 2015, les rediffusions nocturnes sur les filiales de TF1 : TMC et NT1  rencontrent un grand succès. Elles atteignent en moyenne 5,6 % du public présent et certaines rediffusions atteignent des pics supérieurs à 10 % de part d'audience.
Durant l'été 2015, les rediffusions nocturnes de la série parviennent à atteindre un niveau record, plaçant NT1 première chaine de France avec une part d'audience de 12,2 %,

## Liste des épisodes
1. Un appartement de rêve
2. Des voisins charmants
3. Les clés mentent
4. Panne de télé
5. Jalousies
6. Électroménager
7. Un gros chagrin
8. Le Petit Monstre
9. L'Amour, toujours l'amour
10. L'Inconnu
11. Une belle histoire
12. Faux Frère
13. Surpression générale
14. Lettre d'amour
15. Accident
16. Un cœur tendre
17. Les Fleurs
18. Une bonne copine
19. Question d'humanité
20. Sauvetage amer
21. Rumeurs
22. Un plan génial
23. La Foulure
24. Mauvaise Humeur
25. Le Rival
26. La Tombola
27. Cocooning
28. Compensations
29. Damnation
30. La Danse
31. Tensions
32. Lis tes ratures
33. Les Excuses
34. La Caméra vidéo
35. La Cabine de bronzage
36. L'Idole
37. L'Homme de ma vie
38. Le Placard
39. La Séance photo
40. Expérience explosive
41. Ça minerve
42. L'Ascenseur
43. Casting
44. La Gagnante
45. Les parallèles se rencontrent
46. Soupçons
47. Blocage
48. Trois nourrices pour un bébé
49. Du muscle
50. L'Avocat
51. Décibels
52. Miss Club
53. La Fée du logis
54. La Réaction
55. Fulvia
56. La Championne
57. Un homme... un vrai !
58. Baby sitting
59. Le Talent d'Achille
60. Copain, copine
61. La Chaîne
62. Coups sans blessure
63. Les Roses
64. L'Anniversaire
65. Le Héros du jour
66. La Leçon de séduction
67. La Cassette
68. À sec !
69. Au coin de l'œil
70. Le Duo de l'âne
71. La Petite
72. Erreur fatale
73. La Stratégie Mac Mahon
74. Quelle élégance
75. Golden Marc
76. La Charité
77. Le Grand Amour
78. Super Copine
79. Illusions perdues
80. Amie amie
81. Conflit intérieur
82. L'Invitation
83. Les garçons se cachent pour pleurer
84. L'Œil-de-bœuf
85. La Boum
86. Le Nirvana
87. Résultats confidentiels
88. Conflits
89. Coups de cafard
90. Le Bal masqué
91. Pub frappante
92. Le Pari
93. Le Navigateur solitaire
94. Abus dangereux
95. La Rougeole
96. Jour noir, jour bleu
97. Générations spontanées
98. Question d'éducation
99. Chassé-croisé
100. Les Couples
101. Panique
102. Trop c'est trop
103. Nostalgie
104. Détournement
105. Chicago Bulls
106. Tours de taille
107. Magie noire
108. Le Mauvais Joint
109. Chanteur de blues
110. Happy few
111. Dépannage
112. Belle, grande et bronzée
113. Question de vie ou de mort
114. Le Rôle biologique
115. Coup de fouet
116. Marié, sans enfant
117. Le Séminaire
118. Jamais deux sans trois
119. Une femme à hommes
120. Un homme chasse l'autre
121. Impossible challenge
122. Le Choix de Sabine
123. Guillaume
124. Le Retour de Fanny
125. Violences
126. Politique fiction
127. À fleur de peau
128. Chat perché
129. Outrage
130. Déprimes conjuguées
131. Retour de vacances
132. Patricia
133. S.O.S mari en détresse
134. Bouleversements
135. Les Apaches
136. Départ sans fanfare
137. Libres Échanges
138. Le Nouveau
139. L’Égorgeur fou
140. L'Insulte
141. Une bonne journée
142. Adeline
143. Une filleule dangereuse
144. La Demande en mariage
145. Le Remplaçant
146. Les Chiens de faïence
147. Réceptions
148. Des conseils avisés
149. La Boum de minuit
150. Les Naufragés
151. José
152. Dans le dos des copines
153. Entre copains
154. Star de la pub
155. Une sœur pas comme les autres
156. Attaques passionnelles
157. Le Choc des titans
158. Petit bout de banane
159. La Lettre
160. Changement de locataire
161. Le Bon Moment
162. Le Loup-garou
163. Cartes sur table
164. Adeline revient
165. La Fuite
166. La vie continue
167. Entrevue
168. L'Huissier
169. Le Secret
170. Le Pote[8]

Coïncidence ou non, l'épisode 145 de la série s’intitule Le Remplaçant, tout comme l'épisode 145 d'Hélène et les Garçons.

## Casting et tournage
- Le producteur de la série Jean-Luc Azoulay a remarqué Christiane Jean (Claire) lors d'une représentation théâtrale de la pièce de Woody Allen, Une aspirine pour deux[1].
- Gérard Vives a expliqué en 2004 dans l'émission Follement gay que le personnage de Gérard est né « par accident ». Au moment où l'équipe de production cherchait des acteurs musclés pour jouer le rôle d'un moniteur de salle de sport, Gérard Vives, en se déshabillant, a voulu ajouter une touche d'humour en jouant la caricature de l'homosexuel efféminé, ce qui a tout de suite plu à Jean-Luc Azoulay qui a décidé d'adapter le personnage en le passant de figurant à rôle majeur. Vives explique avoir cherché à donner à son personnage un caractère touchant et sympathique, surtout pas ridicule.
- Comme il avait l'habitude de le faire dans ses autres séries, Jean-Luc Azoulay priva Cécile Auclert (Fanny) de tournage pendant huit jours afin de la punir après une grève de la comédienne, qui avait demandé un ralentissement du rythme de tournage[9].
- Hélène Le Moignic (Magalie) raconte que, lasse de la série et de la mauvaise ambiance (notamment une mésentente avec Cécile Auclert - Fanny), elle avait quitté la série du jour au lendemain, et que le producteur Jean-Luc Azoulay s'est vengé d'elle via l'épisode 136 dans lequel il salit le personnage de Magalie : Mme Bellefeuille y raconte qu'elle a croisé Magalie dans le couloir et que celle-ci lui a dit avoir cédé aux avances de Marc et volé la caisse de Gérard. Honteuse, elle avait décidé de s'enfuir[10].
- Lætitia Gabrielli (Luna) arrive en fait en catastrophe pour combler le départ d'Hélène le Moignic (Magalie), celle-ci ayant quitté la série brutalement.
- Vincent Latorre (Vincent) est le fils de Martine Latorre, une choriste de Dorothée[11]. Avant Les Filles d'à côté, on avait pu le voir sur le plateau du Club Dorothée aux côtés de la chanteuse Emmanuelle (l'interprète du titre Premier Baiser, sorti en 1986).
- Dan Simkovitch (Mme.Bellefeuille) raconte également sa mauvaise expérience chez AB. Elle raconte notamment les tensions avec certaines actrices comme Christiane Jean qu'elle qualifie de « froide » mais restant cordiale, mais surtout Hélène Le Moignic, qui ne lui aurait dit bonjour qu'au bout de trois mois. Elle explique son départ de la série Les Nouvelles Filles d'à côté par plusieurs raisons : elle avait tourné dans Navarro (avant que Jean-Luc Azoulay n'en devienne le producteur) et était syndicaliste (la victoire de Chirac arrivant lors du tournage de la série en 1995). Tout comme Hélène Le Moignic, l'actrice déclare ne rien toucher des rediffusions de la série[12],[13].
- Dans plusieurs épisodes, on peut apercevoir Mme.Bellefeuille dans un fauteuil roulant. L'actrice avait eu un accident à l'époque mais elle a quand même dû venir pour conserver son rôle[12].
- Carole Fantony (Noémie, la fiancée éphémère de Daniel) était l'une des danseuses attitrées de Dorothée et l'accompagnait toujours sur scène.
- Tous les acteurs de la série ont été invités au Festival de Cannes de 1994[14].

## Projet de reboot
Au début des années 2010, un remake de la série a été envisagé par Jean-Luc Azoulay mais le décès de Thierry Redler en 2014 et le refus de Gérard Vives mettent à mal le projet,.
Le 21 avril 2021, Jean-Luc Azoulay annonce un prochain reboot de la série pour septembre 2021 sur C8 : cette série sera produite par JLA Production et co-produite par Cyril Hanouna. Le casting n'a pas encore été annoncé mais Jean-Luc Azoulay évoque le retour possible de certains comédiens de la série d'origine. En 2024, ce projet ne semble plus d'actualité et pas mentionné lors du renouvellement de la licence TNT auprès de l'ARCOM.

## Produits dérivés
Une collection « roman-clip » est éditée par ABH (filiale du groupe AB) en 1994. Chaque volume contient la novélisation d’un épisode, avec quelques pages de photos incluses.
1. Adorables voisines  (ISBN 978-2-01-512017-1)
2. Les roses ont des épines  (ISBN 978-2-01-512018-8)
3. Passion électrique  (ISBN 978-2-01-512019-5)
4. Des petits monstres  (ISBN 978-2-01-512023-2)
5. Amour, quand tu nous tiens…  (ISBN 978-2-01-512024-9)
6. Trois princesses sur le palier  (ISBN 978-2-01-512025-6)
7. Gare aux fuites !  (ISBN 978-2-01-512032-4)